# 시흥동 (서울)
시흥동(始興洞)은 대한민국 서울특별시 금천구에 위치한 법정동이다. 이름 때문에 경기도 시흥시와 혼동하는 경우가 많다.

## 개요
《고려사》 지리지에 의하면 991년 고려 성종이 고을의 별호를 시흥(始興)으로 했다 한다. 이때부터 비로소 시흥이란 명칭이 공식기록에 나타나고 있다. 시흥이란 말은 “일어나다”, “뻗어나다”, “으뜸이 되다”라는 뜻이다. 고구려때의 지명인 ‘잉벌노’(仍伐奴)의 ‘잉벌’은 ‘늠’으로, ‘느르→늘→늣→늠’의 음전이로 ‘연장’(延長)을 뜻한다. ‘노’(奴)는 ‘내’의 음차로 ‘흙’ 또는 ‘평지’를 뜻한다. 그래서 시흥과 잉벌노는 그 의미가 서로 통함을 알 수 있다. 이 고을은 공식 행정명칭이기 이전부터 시흥이라 불리게 되었고 금주현에 이어 1413년 조선 태종 13년에 ‘금천’(衿川)으로 개명된 후에도 별명으로 시흥이라 불렸다.
1795년 조선 정조 19년에 ‘시흥현’으로 개명되면서 종 6품 현감이 종 5품 현령으로 승격되었다. 정조는 수원에서 있는 현륭원에 전배하기 위해 1790년부터 1800년까지 11년동안 12차례 능행을 했다. 정조는 동화문을 통하여 남대문, 한강대교, 장승백이, 신대방3거리, 신대방1동(시흥대로)을 경유하여 금천구 관내에 들어섰다. 구로공단 전철역앞 도림천과 시흥대로 교차점에 마장천다리(당시는 도림천을 마장천이라 했음)가 있었는데 정조임금은 이곳을 지나 문성골(현재의 문성초등학교가 있는 지역의 옛 고을명)을 거쳐 수천 참발소 앞길(시흥고개)을 통과하여 부장천 다리를 지나서 시흥현 관아에 머물렀다. 그 후 박산(박미)을 거쳐 염불교(안양유원지 입구)를 거쳐 수원으로 향했다. 그래서 정조 때에는 이 관아가 행궁(行宮)으로서 매우 중시되는 격을 올리면서 행정구역 명칭도 시흥으로 바꾸었다.

## 연혁
- 1914년 3월 1일 시흥군 군내면 군내동(상평리)이던 것을 시흥군 동면 시흥리로 변경했다.[2]
- 1963년 1월 1일 경기도 시흥군 시흥리를 서울 영등포구 시흥동으로 명명 (서울특별시 편입)
- 1970년 5월 18일 시흥동이 시흥제1동과 시흥제2동으로 분동
- 1970년 10월 1일 시흥제1동에서 독산동이 분동
- 1975년 10월 1일 시흥제1동에서 시흥제3동이 분동
- 1980년 4월 1일 영등포구에서 구로구로 분구
- 1980년 7월 1일 시흥제1동에서 시흥제4동이 분동
- 1983년 1월 1일 시흥제1동에서 시흥본동이 분동
- 1985년 9월 1일 시흥제3동에서 시흥제5동이 분동
- 1989년 1월 1일 독산제1동 2개통이 시흥제1동으로 편입
- 1991년 10월 1일 시흥제4동의 일부가 시흥제5동에 편입[3]
- 1995년 3월 1일 구로구에서 금천구로 분구
- 2008년 1월 1일 시흥본동과 시흥제1동의 통합[1]

## 행정 구역
- 시흥동

## 교육

### 시흥1동
- 서울시흥초등학교
- 서울문백초등학교
- 문일중학교
- 문일고등학교

### 시흥2동
- 동광초등학교
- 서울금동초등학교
- 서울탑동초등학교
- 동일중학교
- 동일여자전산디자인고등학교
- 동일여자고등학교

### 시흥3동
- 서울금산초등학교
- 시흥중학교
- 국립전통예술중학교
- 금천고등학교
- 국립전통예술고등학교

### 시흥4동
- 서울신흥초등학교
- 서울한울중학교(구 흥일초등학교)

### 시흥5동
- 서울백산초등학교 (혁신학교)
- 서울금천초등학교

## 교통
- 수도권 전철 1호선 금천구청역
- 수도권 전철 1호선 석수역
- 경수산업도로

## 기타
경기도 양주에 있다가 서울 왕십리로 이장한 흥선대원군의 서장자 완은군 이재선의 묘가 1909년(융희 3) 12월 7일 흥친왕 이재면과 이준용에 의해 시흥군 동면 시흥리 2통 3호, 지금의 시흥동으로 이장되었고, 이재선의 부인인 군부인 신씨 역시 현재의 시흥동인 시흥리 2통 3호 근처에 거주하였다. 그러나 완은군 이재선의 묘의 위치는 실전되었다.
짱구는 못말려의 로컬라이징 한국 배경이기도 하다.

## 같이 보기
- 대한민국의 행정 구역